# 남구 (부산광역시)
남구(南區)는 대한민국 부산광역시 동남부에 있는 구이다. 부산국제금융센터(BIFC)가 있고 남구의 중심 문현금융단지가 들어서는 지역이다. 구청은 대연동에 있고 앞으로 미래의 도시로 거듭날 개발단지가 많이 들어설 지역이다. 부산의 혁신도시 사업중 하나인 대연 혁신 지구 단지가 이곳 있다.

## 역사
남구는 역사적으로 삼한시대는 변한, 삼국시대는 신라에 소속되었으며 통일신라시대부터 동래군으로 칭하여 고려시대까지 이어졌고 조선시대에는 동래부에 소속되었다가 1949년 8월 15일부터 부산시제가 실시되었고, 1975년도에 남구로 승격된 후 1995년 3월 1일 남구에서 수영구가 분구되었다.
- 1914년 3월 1일 : 부산부 서하면(문현), 용주면(대연, 용호, 용당, 감만, 우암)
- 1914년 4월 경상남도 동래군 서하면, 용주면
- 1936년 4월 1일 : 동래군 용주면, 남면 일부가 부산부로 편입되어 부산진출장소에 편입(대연, 용호, 용당, 감만, 우암동)
- 1953년 9월 10일 : 부산시 대연출장소 설치
- 1957년 1월 1일 : 구제 실시로 부산진구 대연출장소와 동래구 수영출장소로 개편
- 1973년 3월 10일 : 부산직할시 대연출장소로 승격

### 남구
- 1975년 10월 1일 : 부산진구 대연출장소, 동구 범일3동 일부, 동래구 수영출장소를 관할로 남구를 설치하였다.[4]
- 1995년 1월 1일 : 부산광역시 남구로 개칭하였다.[5]
- 1995년 3월 1일 : 남구의 일부를 분리하여 수영구가 신설되었다.[6]
- 1999년 1월 1일 : 남구 문현2동과 문현5동이 문현2동에 통합되었다.
- 2013년 7월 1일 : 남구 대연1,2동이 통합하여 대연1동으로 우암1,2동이 통합하여 우암동으로 행정동이 19개동에서 17개동으로 줄어들었다.

## 지리
부산광역시의 동남쪽에 위치하고 동해와 남해가 교차하는 지점에 있으며, 한반도의 남북, 동서를 연결하는 대동맥의 출발지로 지적도와 국립해양조사원에서는 용호동에 소재하는 오륙도를 기준으로 동해와 남해로 구분하고 있다.
용호부두가 있는 용호동은 대규모 고급 아파트 단지들이 건설되면서 쾌적한 주거지와 중대형 평형대가 많아 부유층들이 많이 거주하는 부촌을 형성하고 있다. 대연동은 원래 원룸과 빌라, 단독주택 등이 많이 위치한 동네였으나, 2010년대에 들어서 대연혁신지구를 필두로 대규모 재개발이 이루어지면서 중소형 평형대 위주의 신축 아파트들이 많이 건설되며 부자들이 많은 부촌 까지는 아니더라도 평범한 서민들이나 중산층들이 유입이 늘면서 신흥 주거지로 떠오르고 있다. 또 문현동의 경우 혁신도시 사업으로 문현금융단지가 개발이 되는 중이며 현재 1단계 부산국제금융센터(BIFC) 단계가 완료되었다. 2단계(2015년 착공)와 3단계(2022년 예정)가 현재 진행 중이다. 그리고 부산의 상징이자 시 지정문화재인 오륙도와 천혜의 해안절경으로 유명한 이기대공원, 신선대 유원지 등의 시민 여가를 위한 휴식공간이 있다.
사계절이 뚜렷한 온대기후를 나타내며 온대 계절풍이 부는 온화한 해양성기후 지역이다.
동천을 경계로 서쪽은 동구 황령산 경계로 서북쪽은 부산진구 금련산과 황령대로 대남교차로 경계로 동쪽은 수영구, 금련산 경계로 북쪽은 연제구 남쪽은 부산항대교 연결되는 영도구에 접하며, 구청 소재지는 남구 대연제6동이다.

## 행정 구역

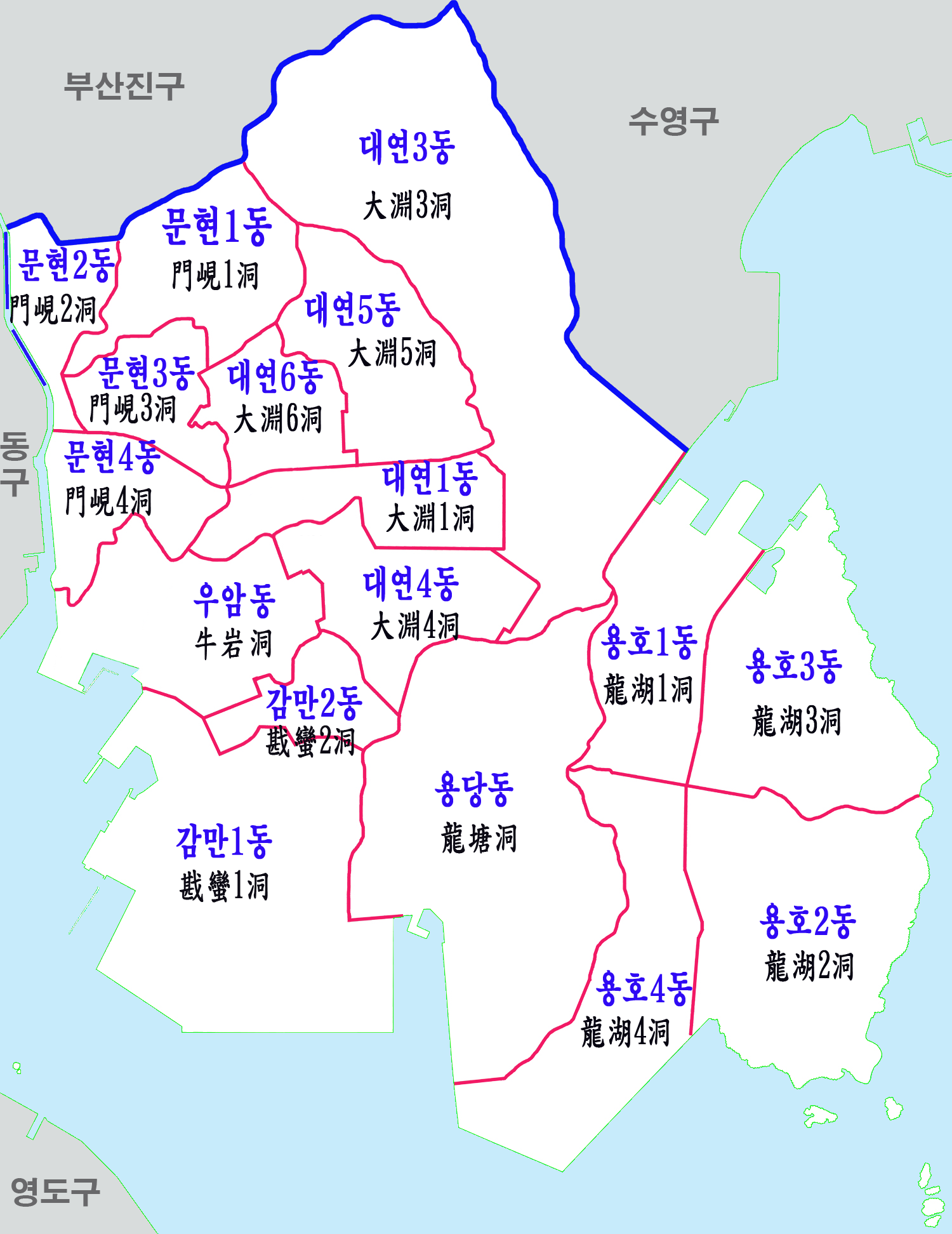

남구의 행정 구역은 17개 행정동과 6개의 법정동, 360통, 2,577반으로 구성되어 있으며, 면적은 26.81km2이다. 2014년 12월 31일을 기준으로 인구는 114,412세대, 290,137명이며, 행정 구역별 세부 인구는 다음과 같다.
| 행정동    | 한자      | 면적 (km2) | 세대    | 인구 (명) |
| --------- | --------- | ---------- | ------- | --------- |
| 대연제1동 | 大淵第1洞 | 0.97       | 10,291  | 22,186    |
| 대연제3동 | 大淵第3洞 | 3.84       | 14,478  | 35,708    |
| 대연제4동 | 大淵第4洞 | 1.00       | 5,030   | 11,894    |
| 대연제5동 | 大淵第5洞 | 1.11       | 5,847   | 14,733    |
| 대연제6동 | 大淵第6洞 | 1.19       | 3,256   | 8,734     |
| 용호제1동 | 龍湖第1洞 | 1.60       | 15,753  | 45,232    |
| 용호제2동 | 龍湖第2洞 | 2.03       | 7,648   | 20,730    |
| 용호제3동 | 龍湖第3洞 | 1.96       | 5,721   | 14,495    |
| 용호제4동 | 龍湖第4洞 | 1.52       | 3,817   | 10,093    |
| 용당동    | 龍塘洞    | 3.63       | 3,565   | 9,739     |
| 감만제1동 | 戡蠻第1洞 | 2.66       | 6,755   | 17,011    |
| 감만제2동 | 戡蠻第2洞 | 0.89       | 3,373   | 8,091     |
| 우암동    | 牛岩洞    | 1.44       | 7,740   | 19,329    |
| 문현제1동 | 門峴第1洞 | 0.83       | 6,365   | 16,812    |
| 문현제2동 | 門峴第2洞 | 0.62       | 4,100   | 8,606     |
| 문현제3동 | 門峴第3洞 | 0.83       | 5,748   | 14,988    |
| 문현제4동 | 門峴第4洞 | 0.69       | 4,925   | 11,756    |
| 남구      | 南區      | 26.81      | 114,412 | 290,137   |

## 인구
| 연도   | 총인구    |
| ------ | --------- |
| 1975년 | 352,447명 |
| 1980년 | 467,638명 |
| 1985년 | 528,012명 |
| 1990년 | 547,630명 |
| 1995년 | 311,610명 |
| 2000년 | 289,183명 |
| 2005년 | 293,240명 |
| 2010년 | 291,406명 |
| 2015년 | 283,741명 |
| 2020년 | 273,707명 |

## 구청
- 현재 부산 남구청은 부산광역시 남구 대연동(못골로 19)에 위치하여 있다.

## 교육 기관

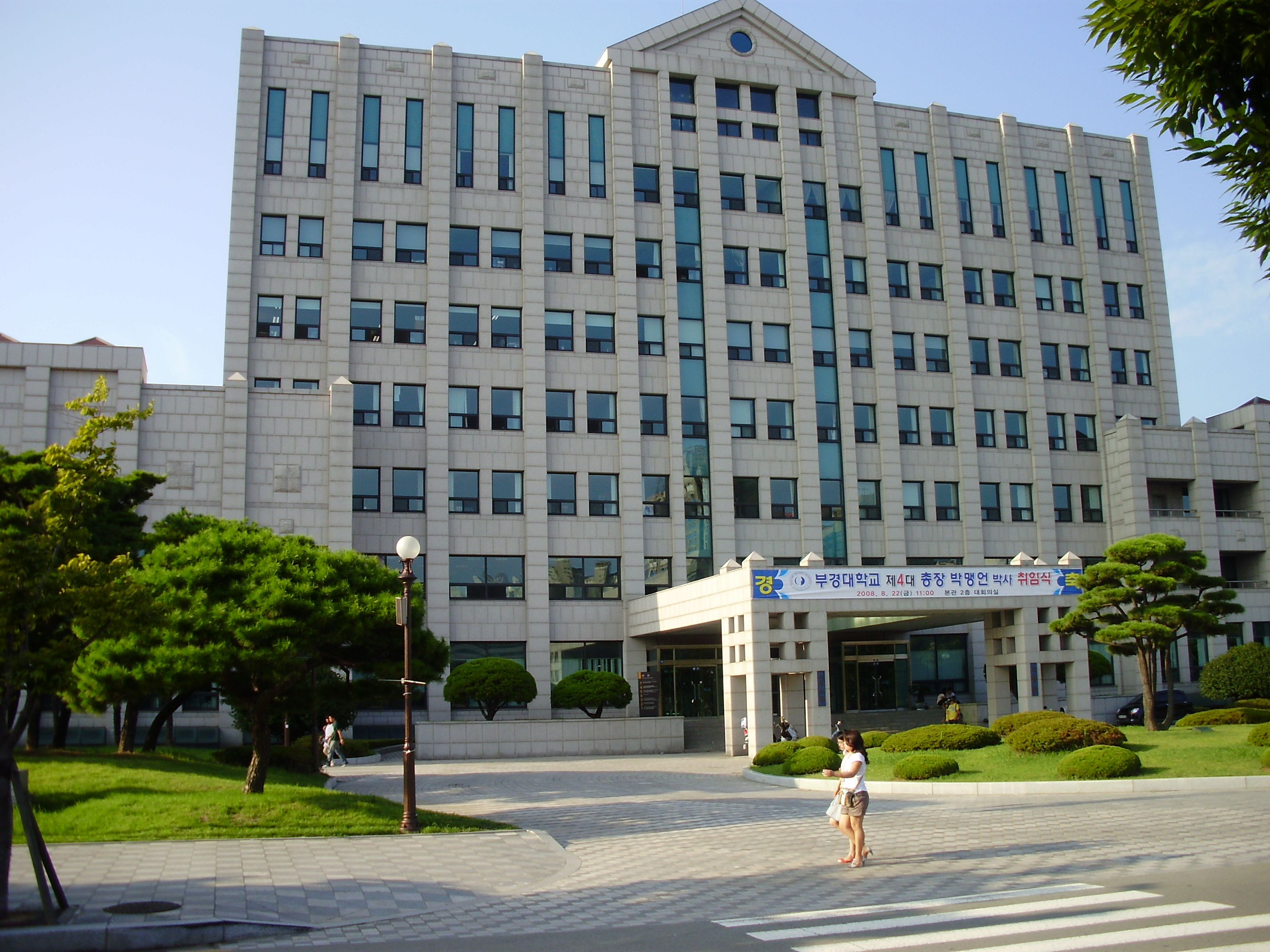
부경대학교

- 국공립대학교

|  | - 부경대학교 |

- 사립대학교

|  | - 경성대학교 | - 동명대학교 |  |

- 고등학교

|  | - 대양고등학교 - 대연고등학교 - 부산세무고등학교 - 부산항만물류고등학교 | - 동천고등학교 - 문현여자고등학교 - 배정고등학교 - 예문여자고등학교 | - 부산공업고등학교 - 부산경영고등학교 - 한얼고등학교 - 한국조형예술고등학교 | - 부산중앙고등학교 - 분포고등학교 - 성지고등학교 |

- 중학교

|  | - 남천중학교 | - 해연중학교 | - 대연중학교 | - 석포여자중학교 | - 문현여자중학교 | - 동항중학교 | - 오륙도중학교 | - 용호중학교 | - 용문중학교 |  |

- 초등학교

|  | 대남초등학교 | - 용소초등학교 | - 대연초등학교 | - 대천초등학교 | - 연포초등학교 | - 성천초등학교 | - 우암초등학교 | - 신연초등학교 | - 문현초등학교 | - 동천초등학교 | - 분포초등학교 | - 용문초등학교 | - 용산초등학교 | - 백운초등학교 | - 오륙도초등학교 | - 동항초등학교 |  |

- 특수학교

|  | - 부산혜남학교 | - 부산구화학교 | - 부산혜성학교 |

ㆍ

## 복지, 아동 시설
- 남구보건소
- 남구치매안심센터
- 남구드림스타트
- 남구 장애인 복지관
- 용호 사회 복지관

## 문화 시설
- 부산예술회관 : 남구 대연동 소재, 공연장
- 부산문화회관: 대연동 소재, 전시장 및 공연장

유엔평화공원: 대연동 소재, UN군 한국전쟁 전사자 묘역 및 역사공원
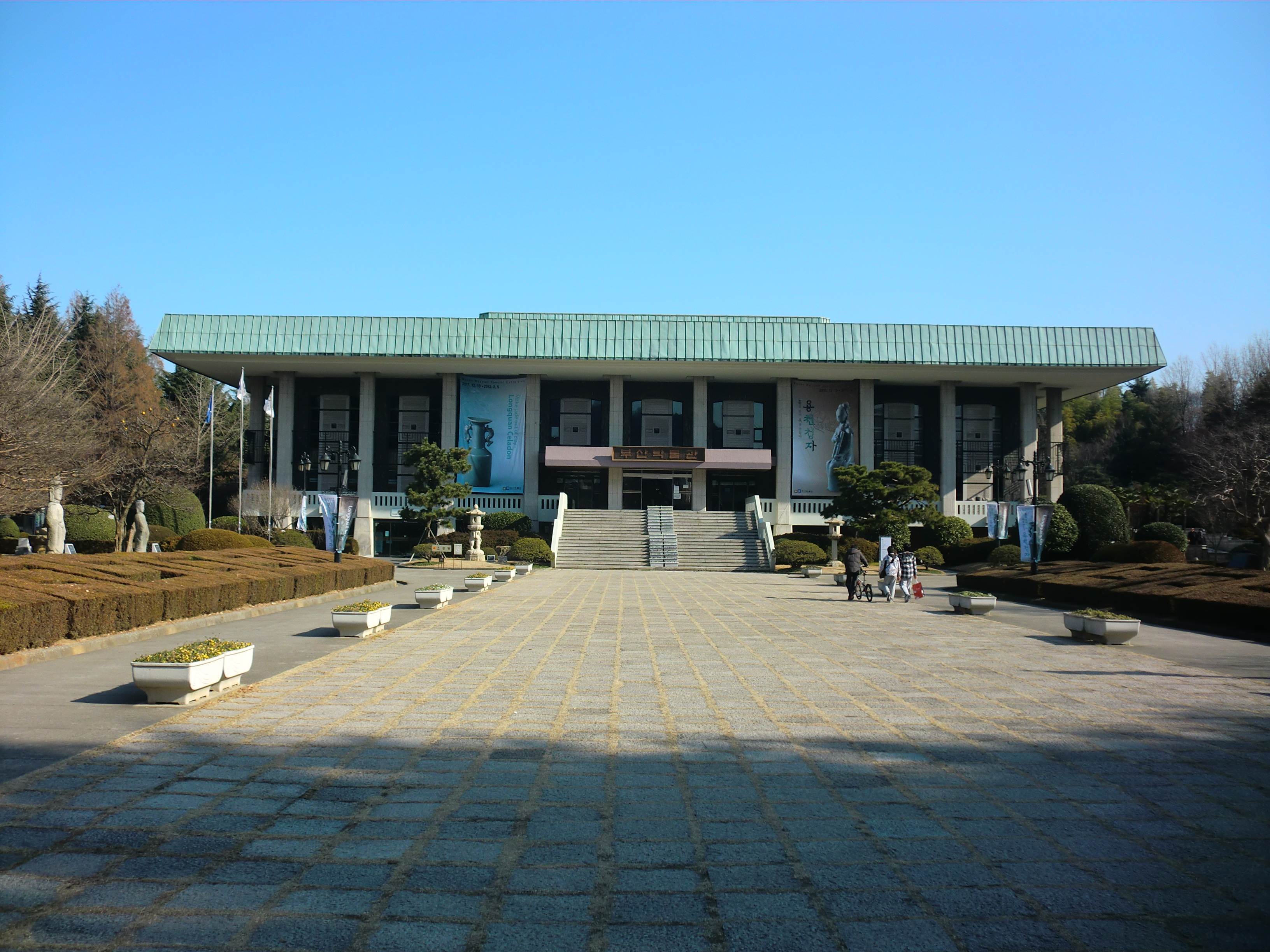
부산광역시립박물관: 부산역사박물관
부산예술회관: 부산예총 상주, 공연장 대관 가능
문화골목: 대연동 소재, 소극장 및 복합문화공간
- 일제강제동원 역사기념관 : 2015년 12월20일 개관
- 경성대학교 예노소극장: 학내 소극장, 외부공연 가능년
- 대동골문화회관 : 대연3동 대동골 소제
- 용호 별빛 공원 : 용호동 섭자리 인근
- 연포하늘공원

## 출신인물
- 안재모: 탤런트 겸 배우
- 렌: 대한민국의 가수이자 배우 (용호동)
- 조유리: 대한민국의 걸 그룹 아이즈원의 가수이자 보컬 (문현동)
- 아린: 대한민국의 걸 그룹 오마이걸의 가수이자 보컬
- 김원효 : 개그맨 (용호동)
- 조진웅 : 배우

## 갤러리

### 도심풍경

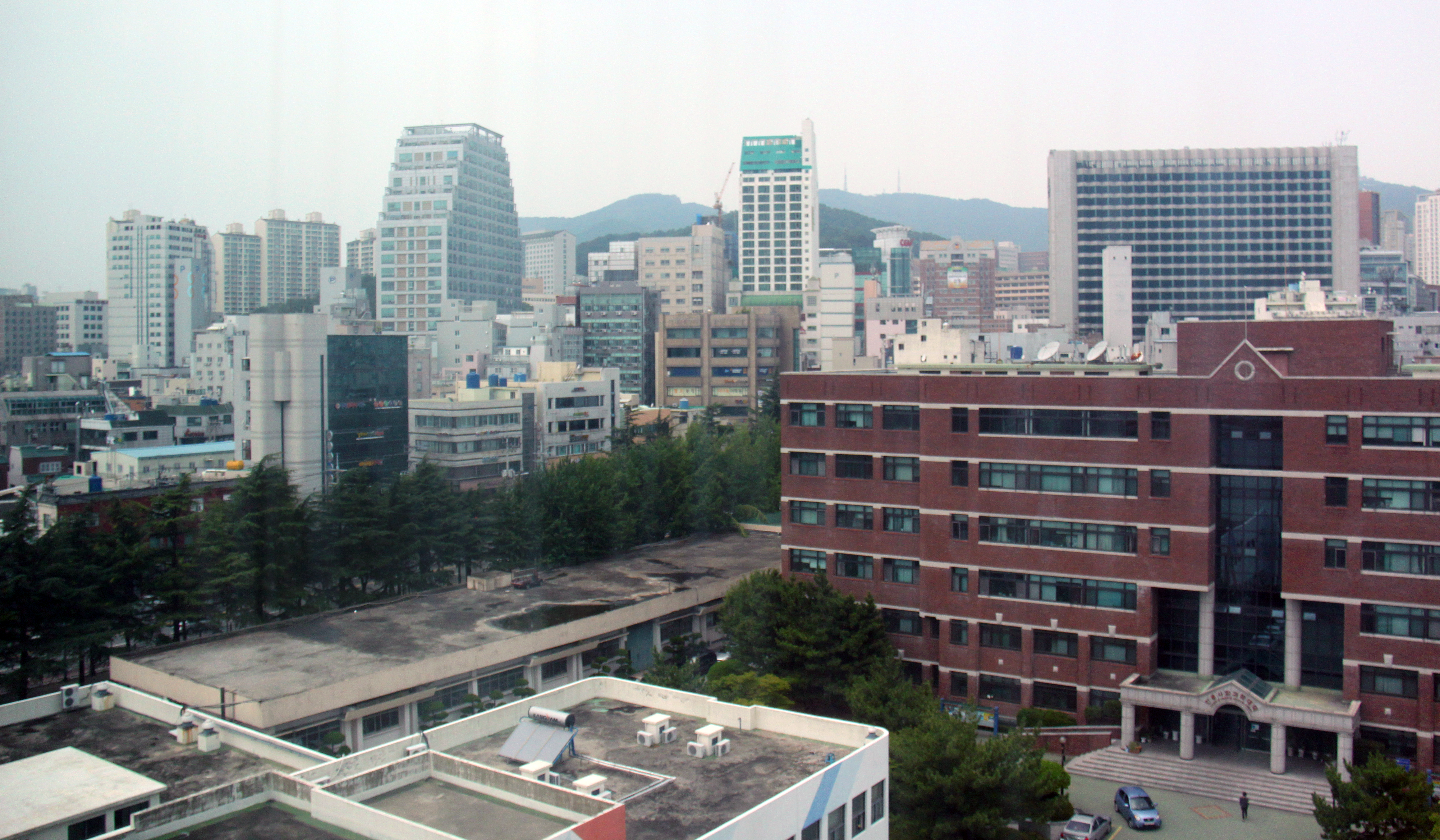
부경대학교와 대연동 일대
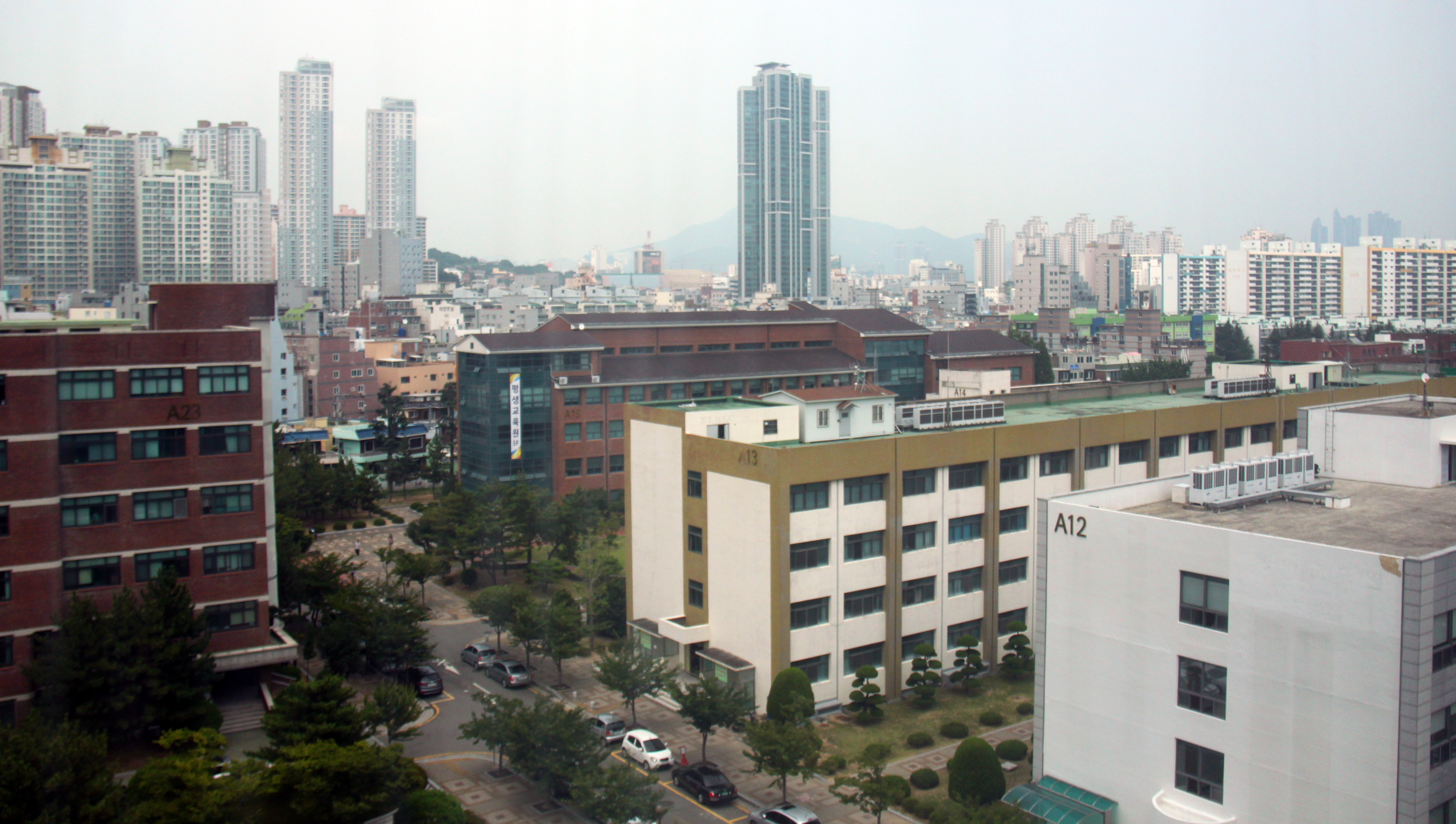
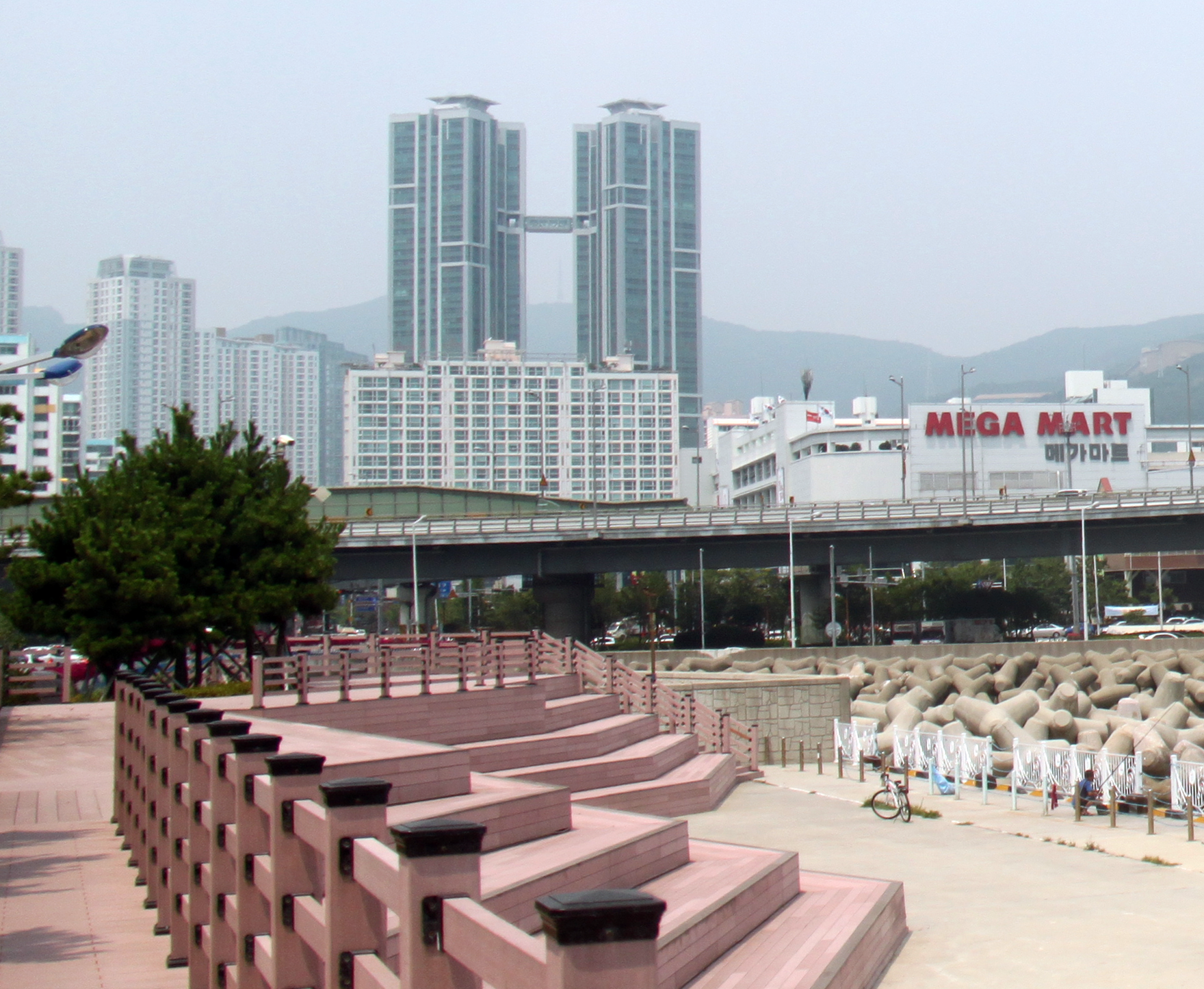
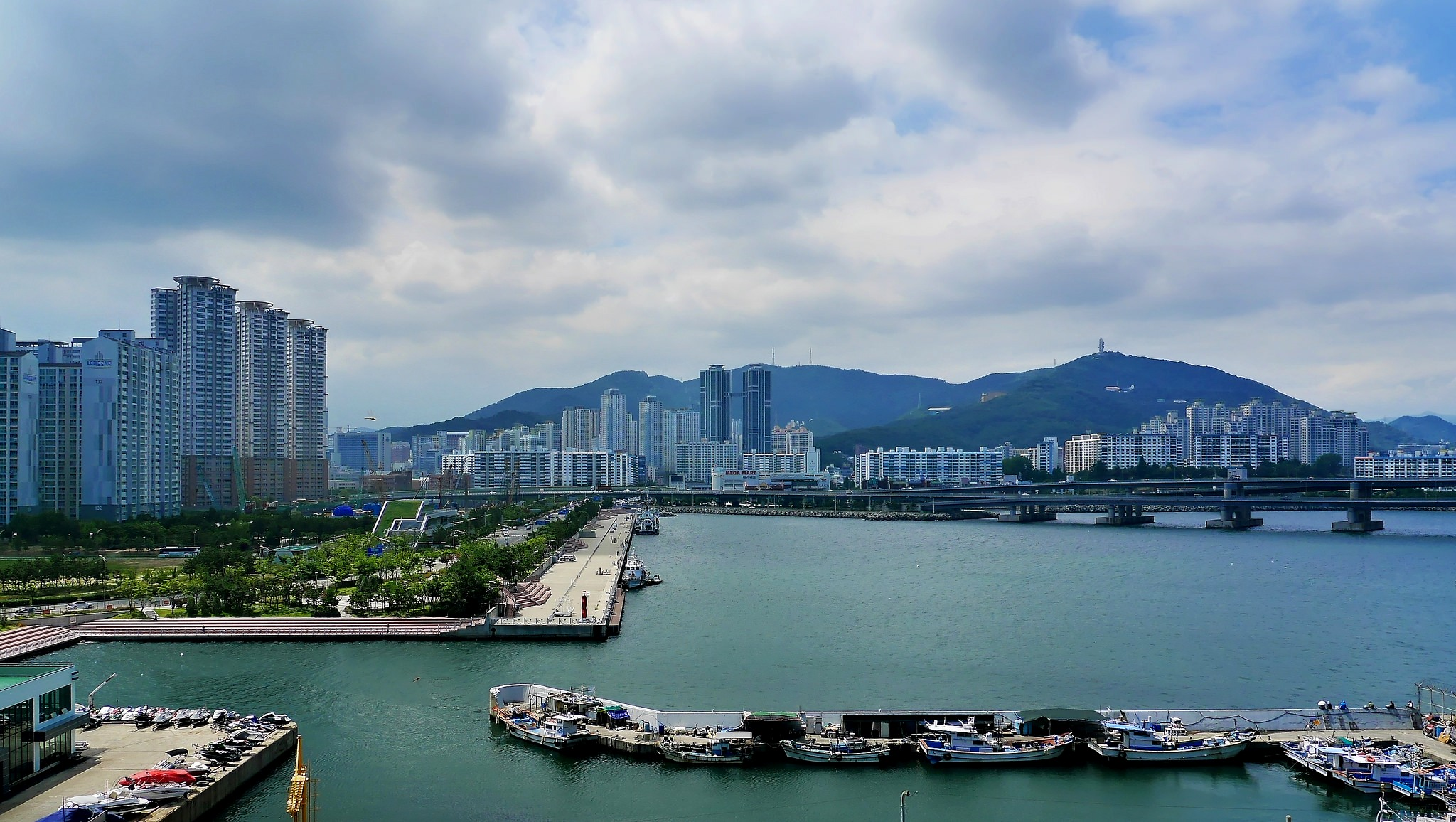
용호만
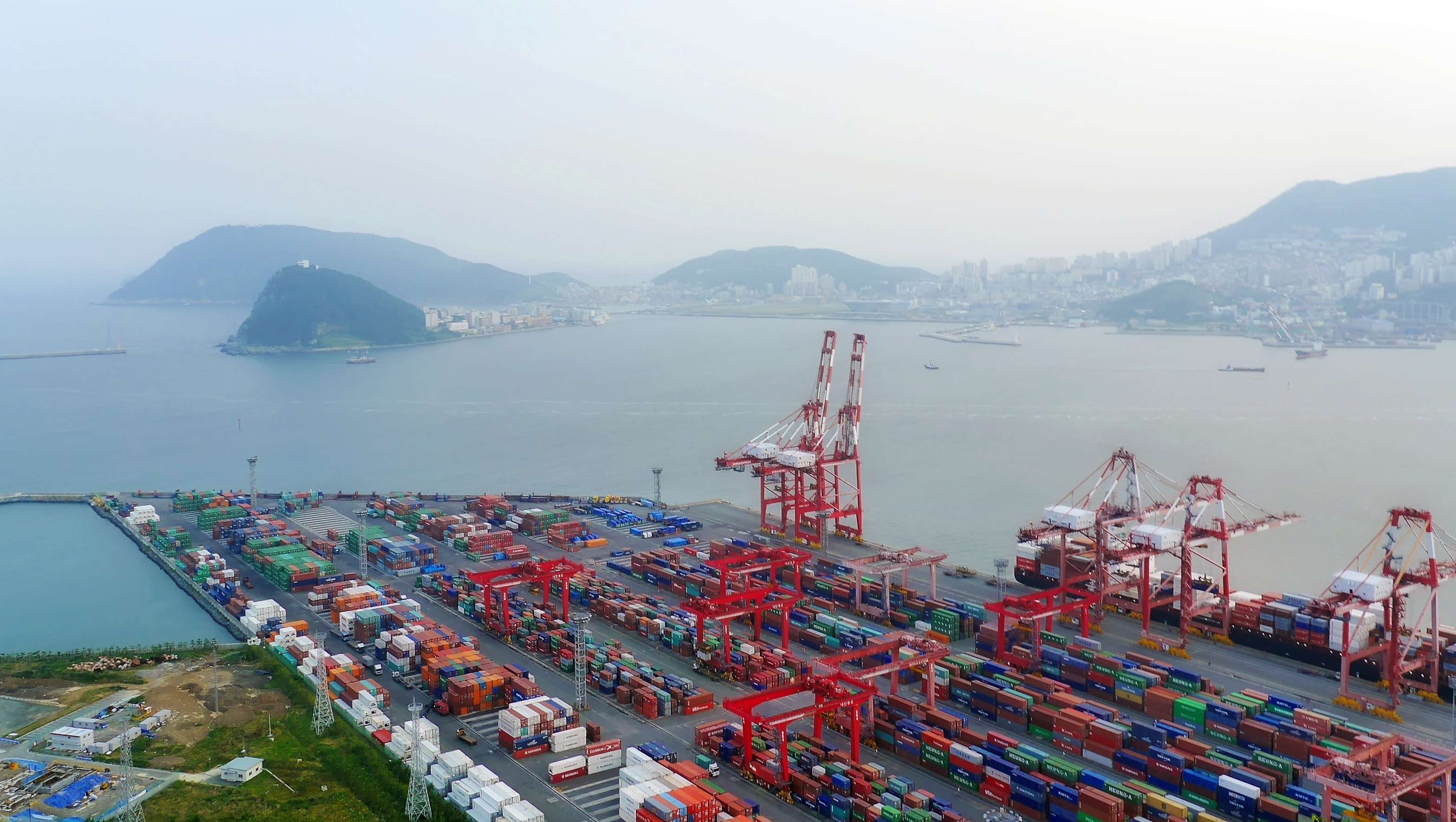
신선대
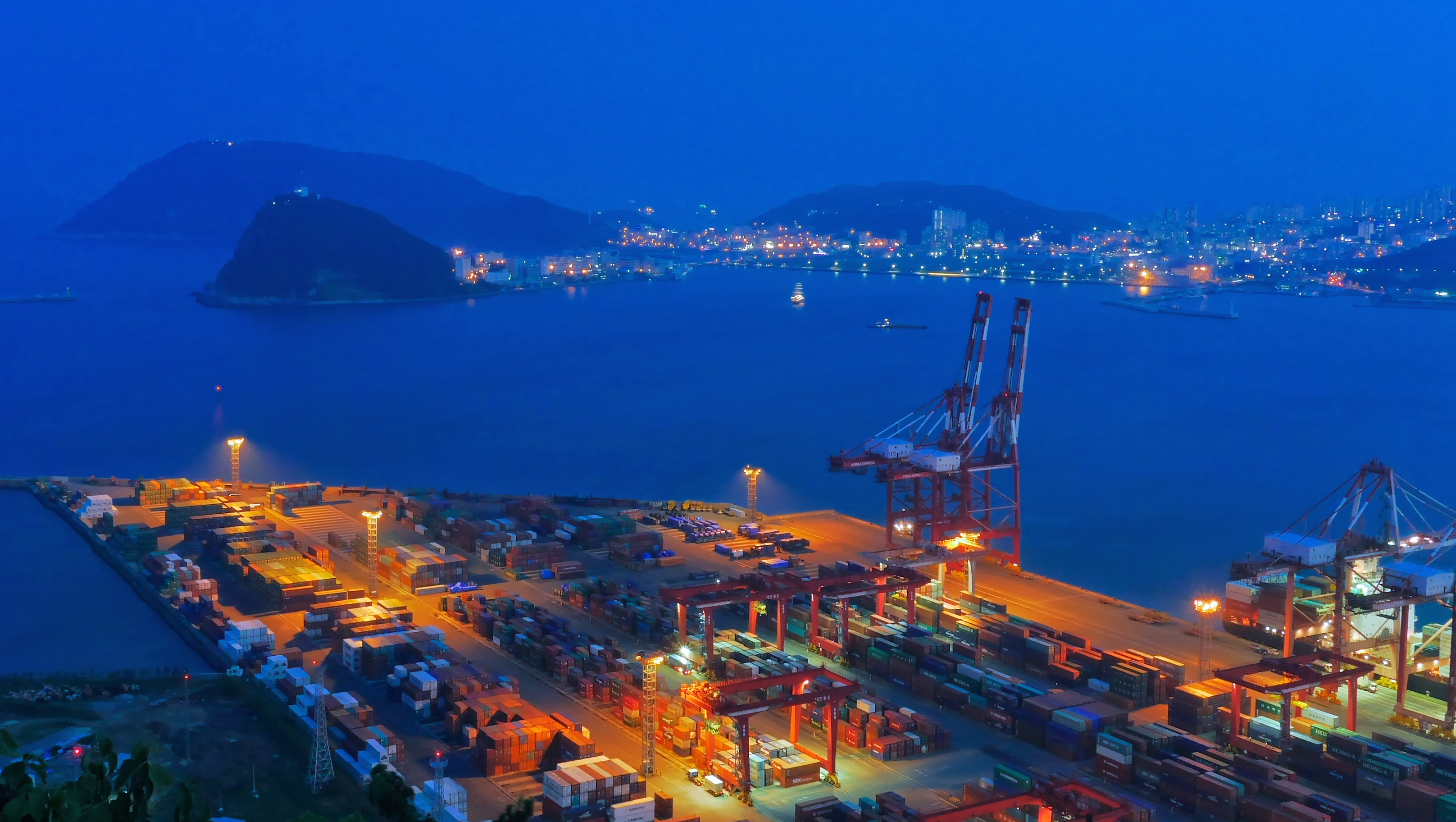
신선대 야경
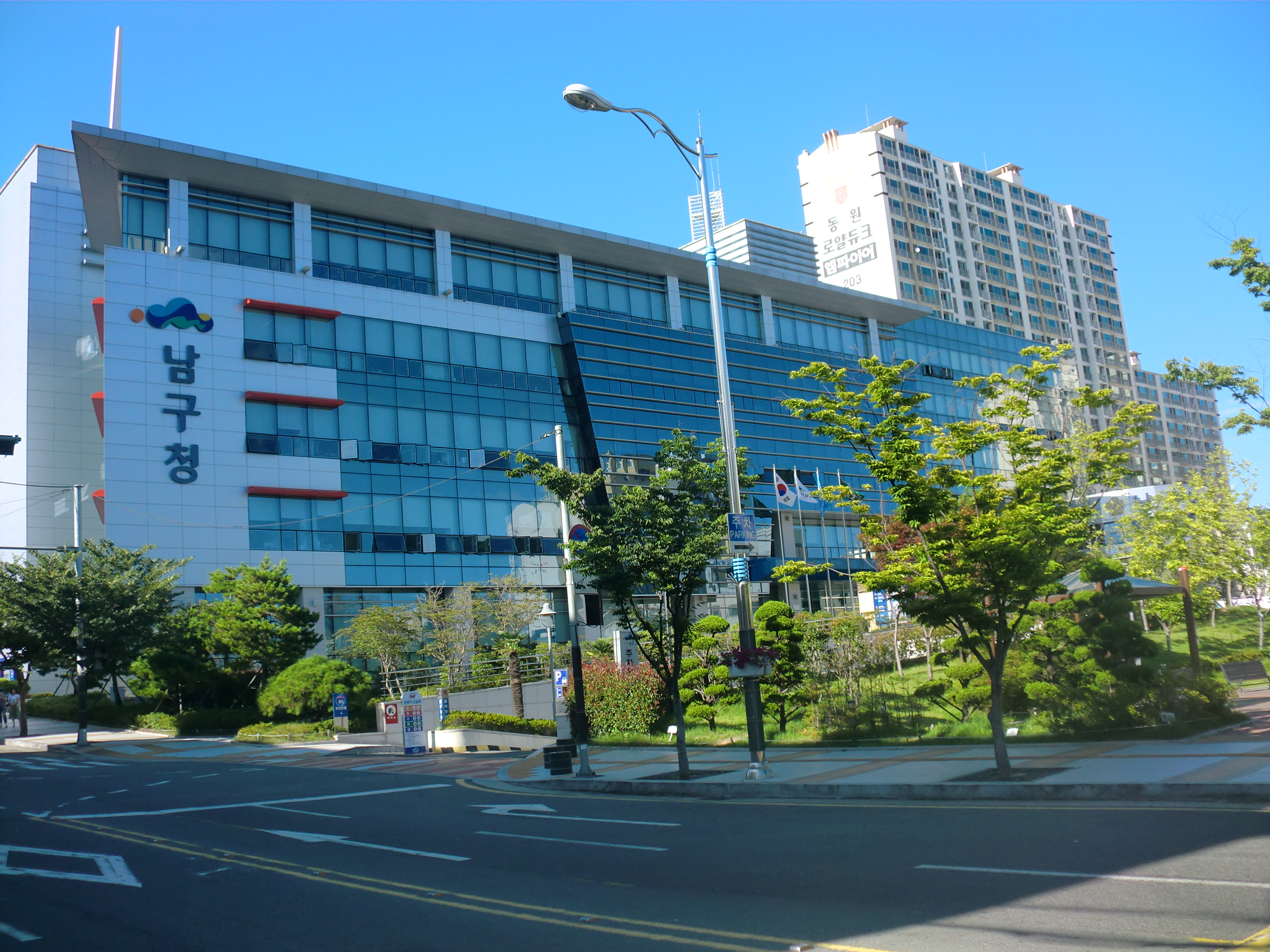
남구청

### 문화 시설
- 유엔 기념 공원
- 부산박물관
- 부산문화회관
- 문화골목

### 교통 환경
*구청 인근에 부산 도시철도 2호선 못골역이 있다.
국제금융센터 . 부산은행역(BIFC 몰)
문현역
지게골역
대연역(고려병원)
경성대 부경대역

### 이기대

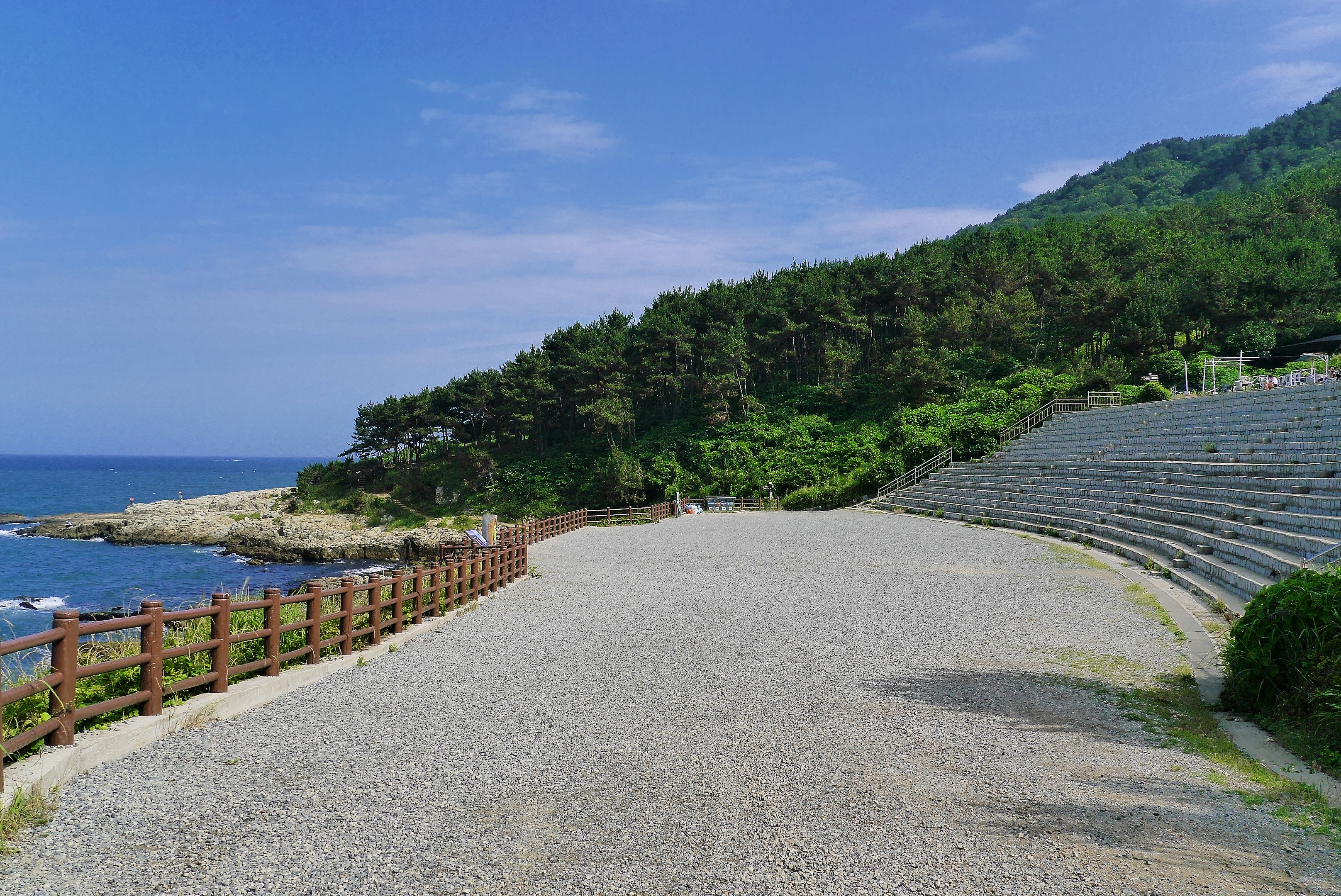
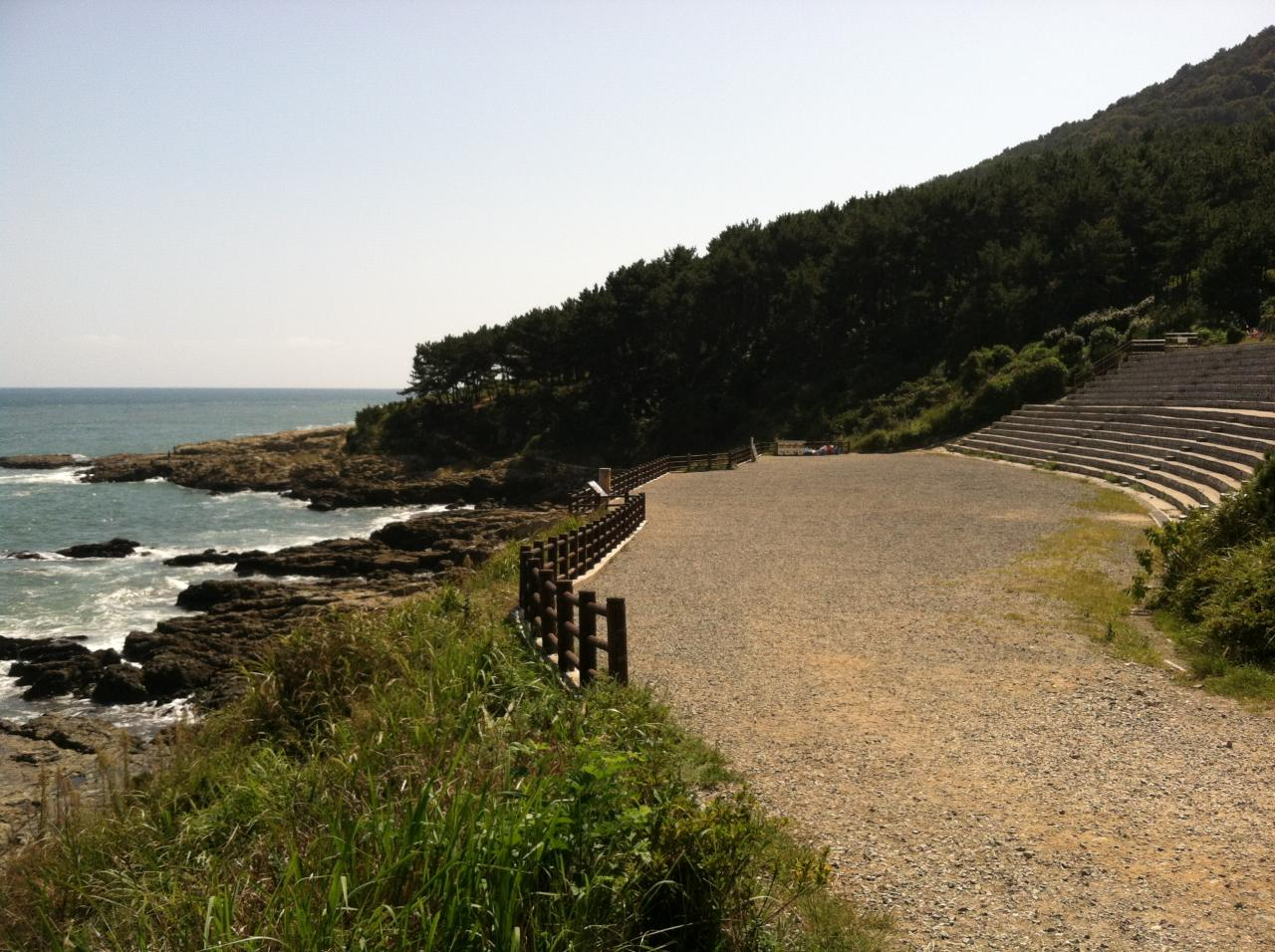
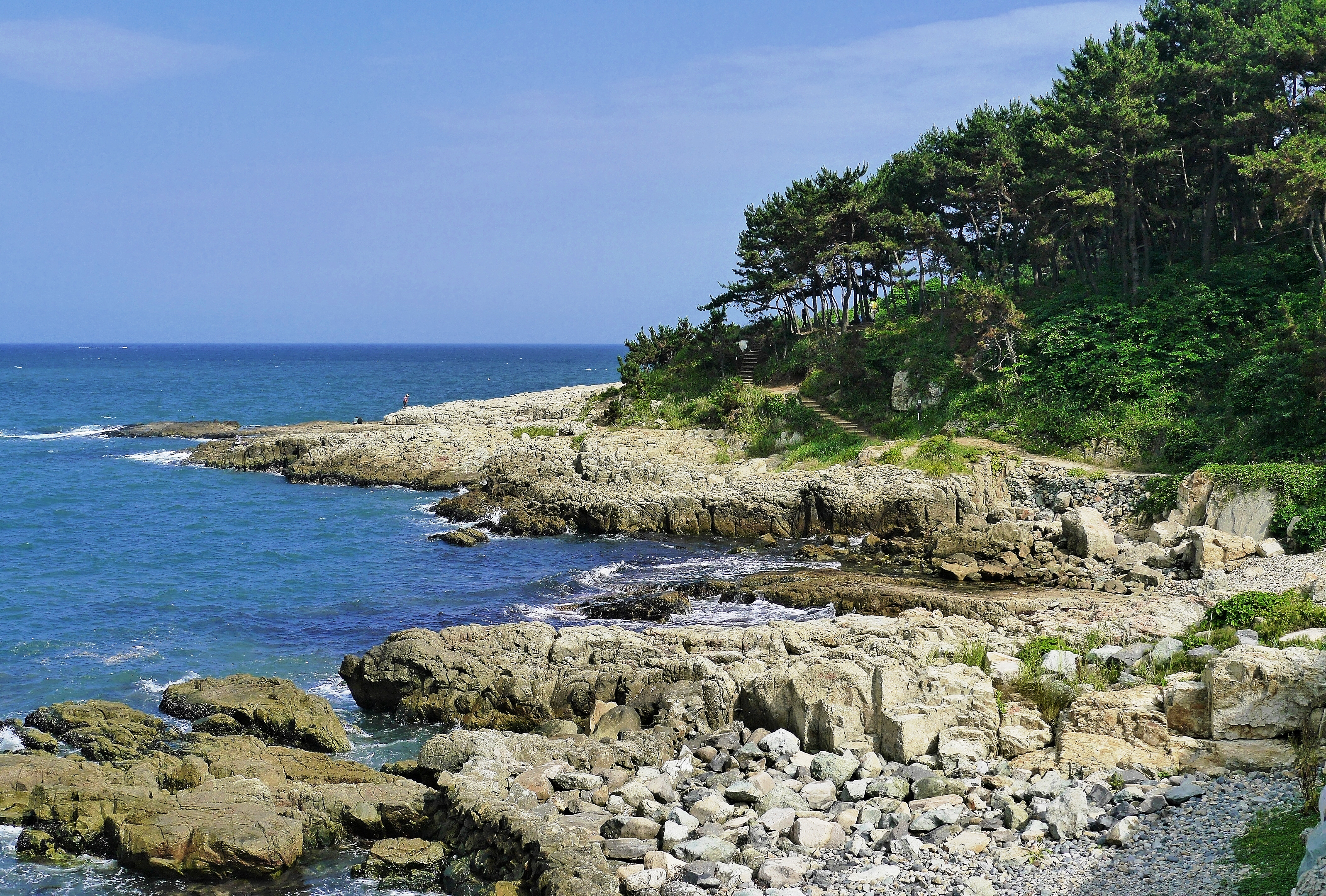
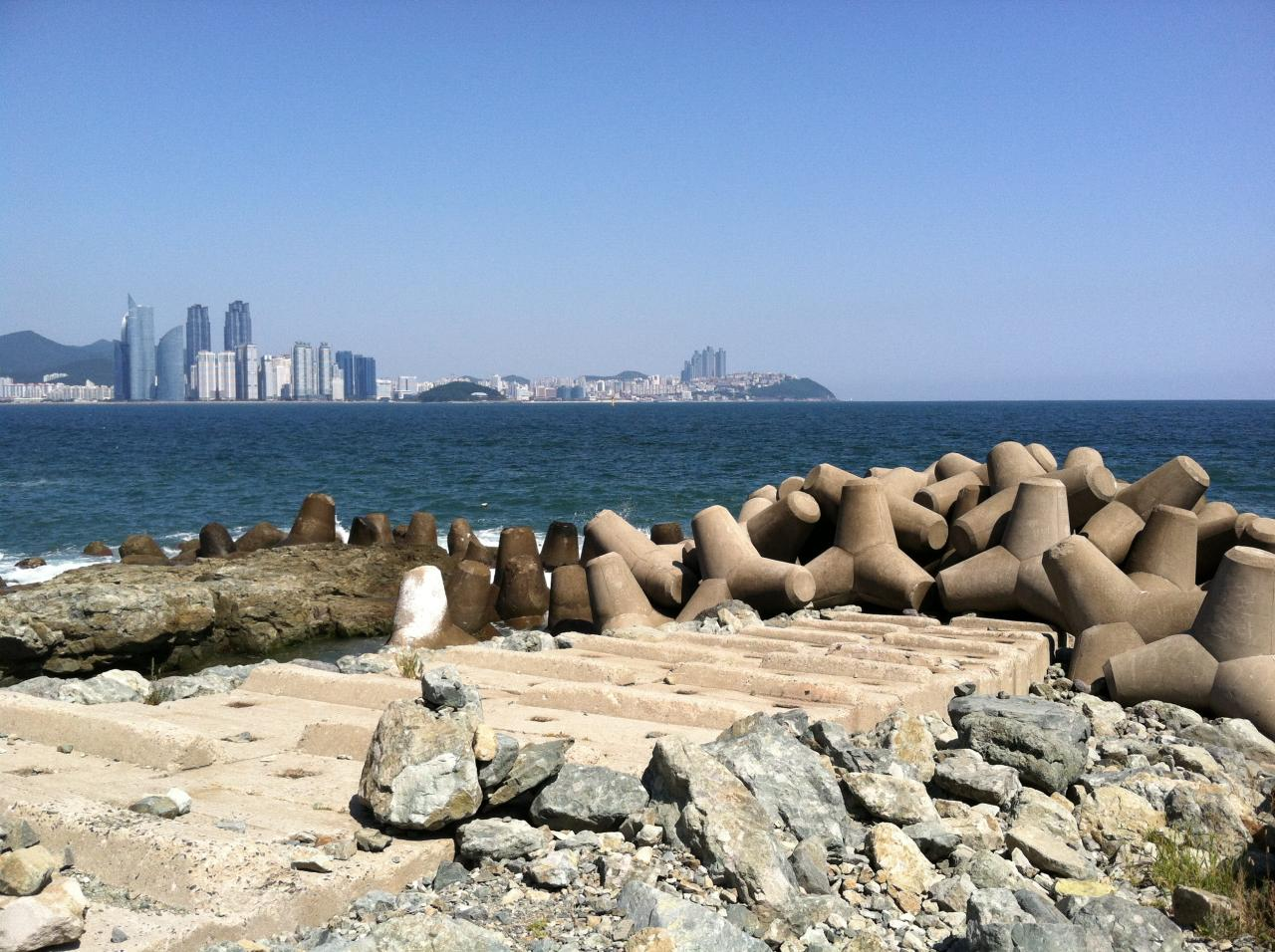
이기대에서 바라본 해운대

### 오륙도

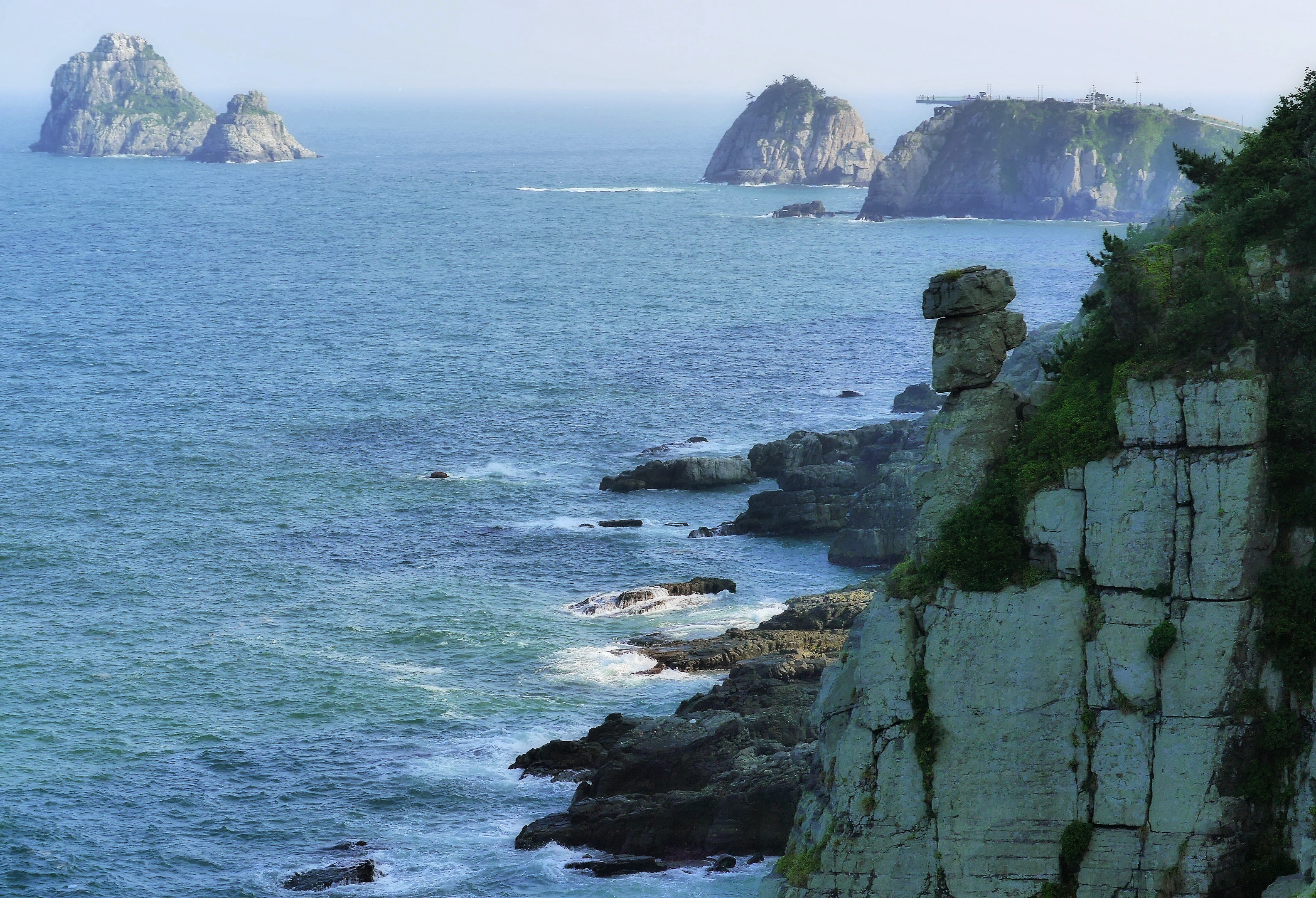
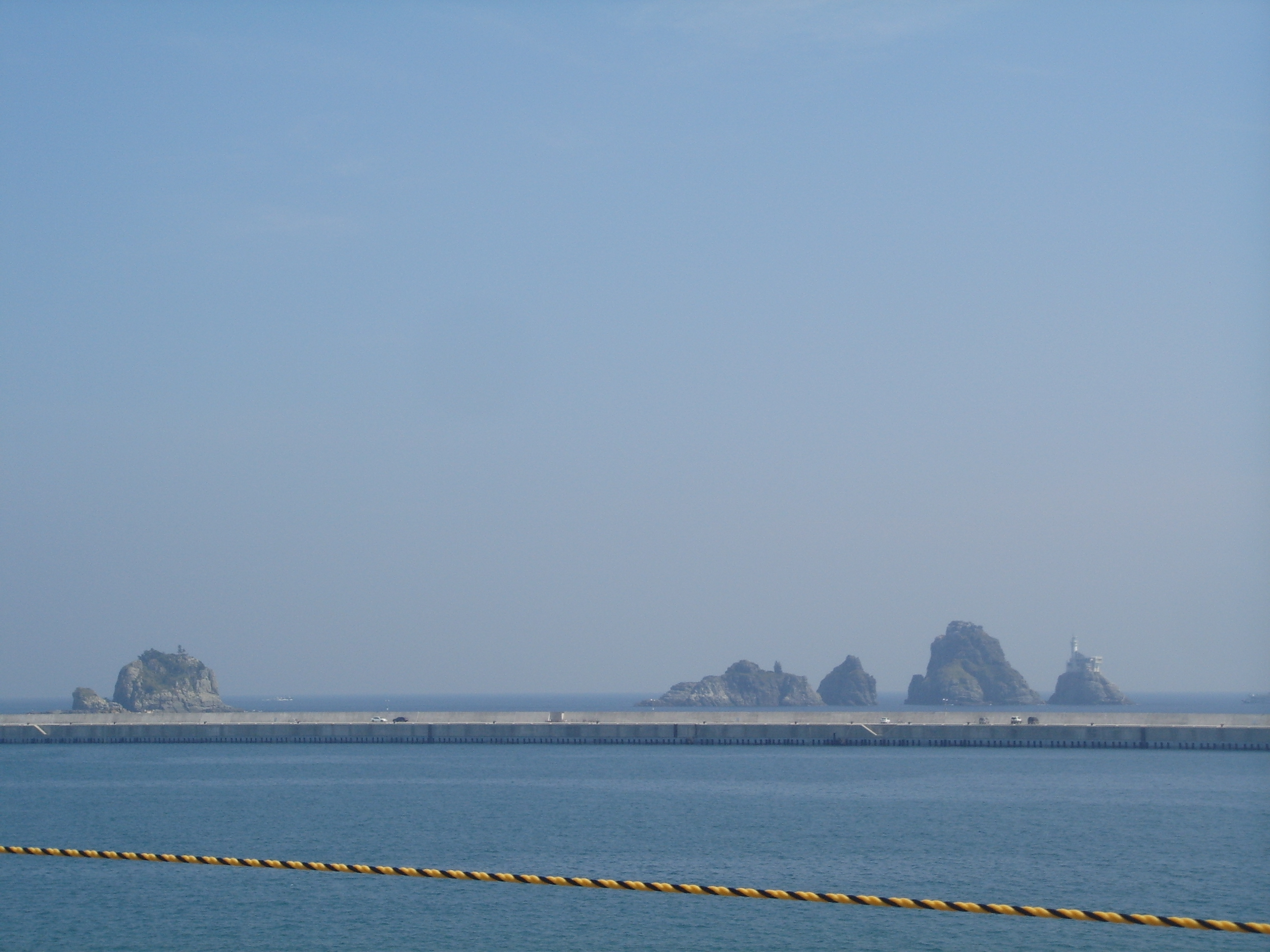
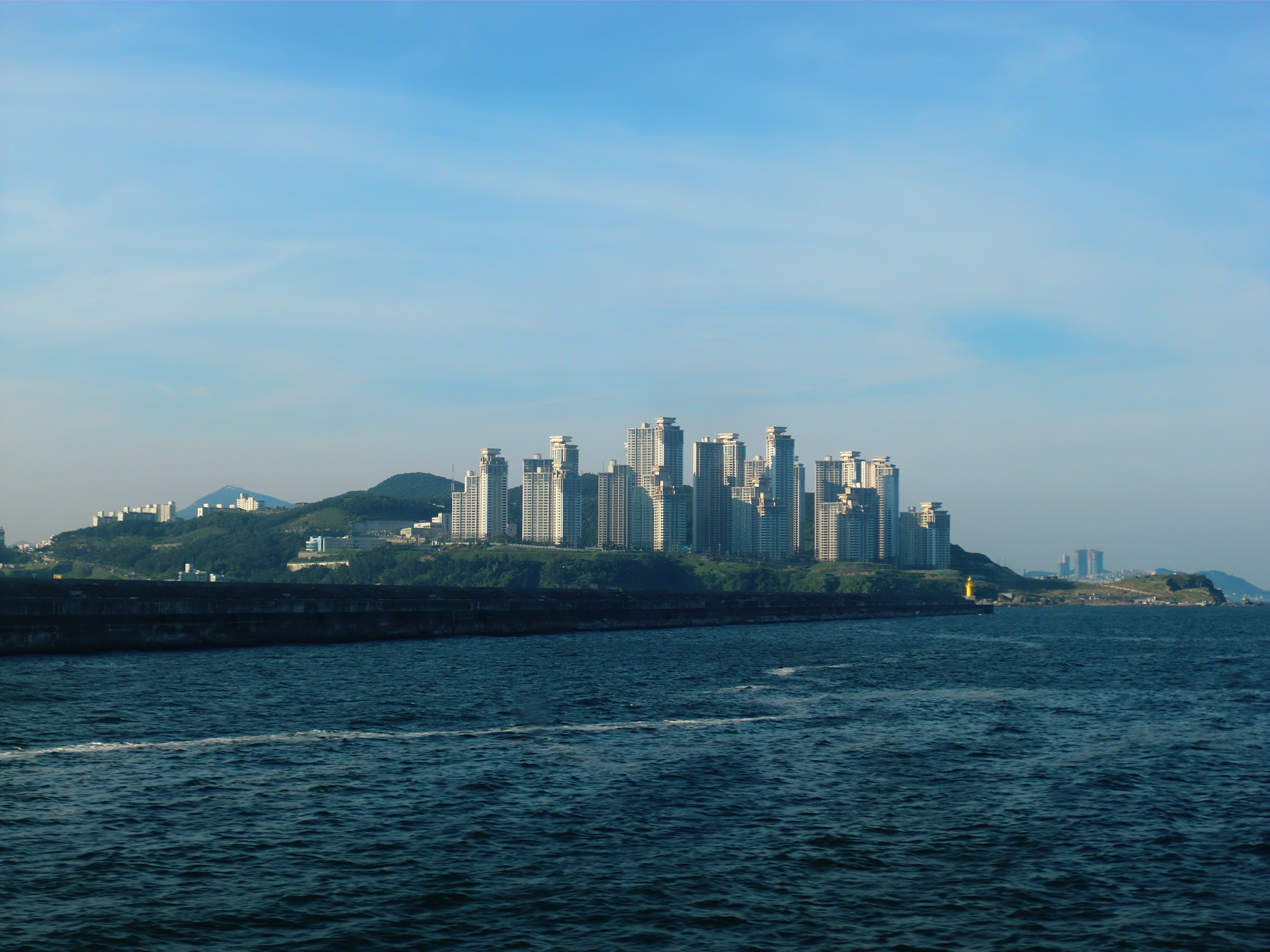
오륙도 SK뷰 아파트

## 자매 도시
| 지역 & 국가 | 도시     | 도시        |
| ----------- | -------- | ----------- |
| 대한민국    | 전라남도 | 함평군      |
| 중국        | 허베이성 | 친황다오 시 |

## 같이 보기
- 대한민국의 지리